# دانبرووکا گورنا (استان اوپوله)
دانبرووکا گورنا (به لهستانی:  Dąbrówka Górna) یک روستا در لهستان است که در گمینا کراپکوویتسه واقع شده‌است. دانبرووکا گورنا ۱٬۰۰۰ نفر جمعیت دارد.